# Harold Widom
Harold Widom (né le 23 septembre 1932 à Newark, New Jersey et mort le 20 janvier 2021) est un mathématicien américain spécialisé en analyse.

## Biographie
Widom est ancien élève de la Stuyvesant High School à New York. À partir de 1949, il étudie au City College of New York. En 1951, il est l'un des lauréats de la William Lowell Putnam Mathematical Competition. Il étudie ensuite à l'université de Chicago, où il obtient en 1952 son Master et en 1955 un Ph. D. sous la supervision de Irving Kaplansky (titre de la thèse :Embedding of AW*-algebras). À partir de 1955 il enseigne à l'université Cornell, où il s'oriente, sous l'influence de Mark Kac vers la théorie des opérateurs de Toplitz. À partir de 1968 et jusqu'à son éméritat en 1998, il et professeur à l'université de Californie à Santa Cruz.

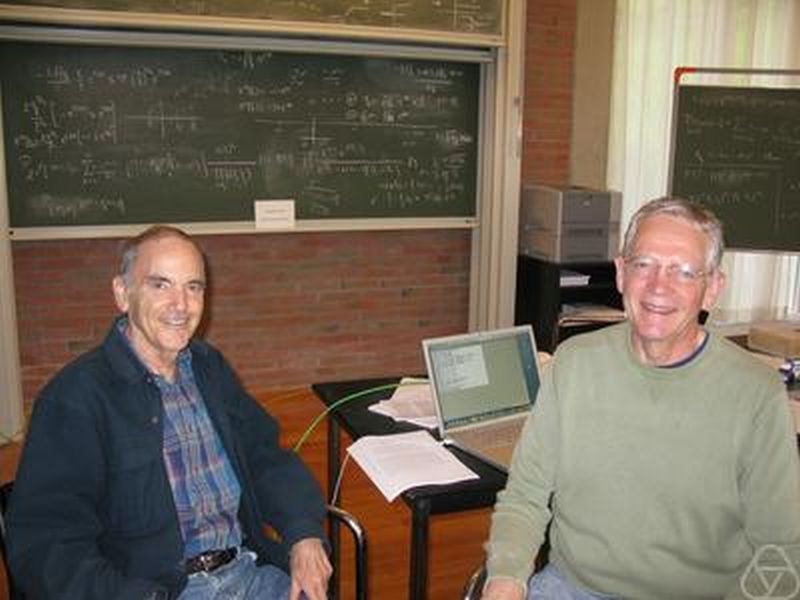
Harold Widom (à gauche) avec Craig Tracy.

## Recherche
Widom a travaillé sur les équations intégrales et les opérateurs différentiels et intégraux, plus particulièrement les opérateurs et les matrices de Toeplitz et les opérateurs de Wiener-Hopf. Avec Craig Tracy, il a travaillé sur les matrices aléatoires (les fonctions dites de Tracy-Widom  de répartitions des valeurs propres), où ils utilisent des méthodes empruntées à la théorie des opérateurs intégraux.

## Publications
Livres
- Lectures on measure and integration, Dover Publications, 2016, 176 p. (ISBN 978-0486810287). - réimpression du livre de 1985

- Lectures on integral equations : Notes by David Drazin and Anthony J. Tromba, Van Nostrand, coll. « Van Nostrand Mathematical Studies » (no 17), 1985, iv + 124 (MR 0243299). - aussi réimprimé par Dover
- Asymptotic expansions for pseudodifferential operators on bounded domains, Springer-Verlag, coll. « Lecture Notes in Mathematics » (no 1152), 1985, vi + 150 (ISBN 978-3-540-39641-3 et 978-3-540-15701-4).

Articles (sélection)
Le  Zentralblatt MATH liste 160 articles pour Harold Widom.
- Craig Tracy et Harold Widom, « Fredholm determinants, differential equations and matrix models, », Comm. Math. Phys., vol. 163,‎ 1994, p. 33–72 (arXiv 9306042).
- Craig Tracy et Harold Widom, « Level spacing distributions and the Airy Kernel », Comm. Math. Phys., vol. 159,‎ 1994, p. 151–174 (arXiv 9211141).
- Craig Tracy et Harold Widom, « Introduction to Random Matrices », Lecture Notes in Physics, Springer, vol. 424,‎ 1993, p. 103–130 (arXiv 9210073).

## Prix et distinctions
- Fellow de l'American Mathematical Society, 2012[5]
- Prix Norbert-Wiener pour les mathématiques appliquées, 2006, avec Craig Tracy[6]
- Membre de l'Académie américaine des arts et des sciences, 2006
- Prix George-Pólya 2002, avec Craig Tracy, pour leurs travaux sur les matrices aléatoires
- Guggenheim Fellow 1967/68 et 1972/73
- Sloan Fellowship 1964–65
- National Science Foundation Postdoctoral Fellowship, 1959–60